# 中川晴樹
中川 晴樹（なかがわ はるき、1977年〈昭和52年〉7月3日 - ）は、日本の劇団員、俳優、映画監督、構成作家、ラジオパーソナリティである。京都を拠点に活動する劇団「ヨーロッパ企画」に所属。身長165cm、体重52kg。愛煙家。妻は、女優並びにファッションモデルなどで活動する我妻三輪子。

## 経歴
愛知県名古屋市中川区出身、東京都中野区の川のそば在住。兄がいる。趣味はラジオ鑑賞、映画鑑賞、アイドルのライブに行くこと、読書、ウォーキング。特技は水泳、楽器演奏、げっぷを出し続けること、コッペパンの早食い。高所恐怖症。中学生の時に麻雀を覚える。享栄高等学校2年生の時、阪神・淡路大震災が発生した際には、同級生や県内の他校にも呼びかけを行いボランティアへの参加や募金活動を行った。当時はボランティア環境も整っていない時代であった。卒業後は家業を手伝うか、フリーターになる予定であった。立命館大学入学後、学生劇団を経て、ヨーロッパ企画に加入。
外部の舞台や、ドラマ・映画への出演も多い。最近では、ダンス公演、ドラマ、CMへの出演も増えている。
2023年12月19日大安、自身のInstagramを通じて、俳優の我妻三輪子と結婚したことを報告。2007年以来の16年越しの恋を実らせた。

### 演劇との関わり

#### 演劇との出会い
高校生の時に先輩に借りた東京サンシャインボーイズ『ショウ・マスト・ゴー・オン』の映像で最初に演劇を面白いと感じる。但し、当時は役者になろうと思うほどではなかった。

#### 学生劇団
立命館大学政策科学部入学後はコンパ、合コン、ナンパ、執筆活動、音楽に明け暮れていた。その後、掲示板で見た役者募集のチラシから大学非公認サークルである劇団そぉHATSに参加、初舞台を踏み演劇にのめり込んでいく。4回生の卒業後にはすぐに座長となる。同劇団解散後、劇団立命芸術劇場の舞台にも外部メンバーとして参加。その後、学部の友人とパンクバンド「劇団与党」を結成、学園祭に出場しステージを破壊する姿をのちにヨーロッパ企画の仲間となる本多力が目撃している。大学卒業前には津野充らとともに立命芸術劇場内に劇団「柳川」を結成し、その第1回公演を上田誠が観劇。

#### ヨーロッパ企画加入後
ヨーロッパ企画の舞台としては、第3回公演「戦う」を初観劇。2000年、玉田晋平の推薦により第5回公演「苦悩のピラミッダー」に日替わりゲストとしてヨーロッパ企画に参加。第6回公演「衛星都市へのサウダージ」以降、ほぼ全本公演に出演。ほぼ同時期に「柳川」を退団。大学には6年在籍したため、「柳川」の主要メンバーが4年生で卒業・就職した際、稽古時間の都合が合わなくなったことが退団の決め手となった。
ヨーロッパ企画の母体である同志社小劇場には参加していない。仲間想いで、自身に関係なくても劇団メンバーやスタッフが関係する出演情報等をこまめにtwitter上でリツイートし、宣伝している。

## 人物
髭をたくわえることを好み、アウトレイジに出ていそうな強面であり、強面とキュートが共存している。舞台上や映像中では強気な役を演じることも多く、自前の演技用のドスを持っている。
- 金属アレルギーである。
- 人見知りである。
- 水泳経験から個人競技は得意だが、球技は苦手である。
- 歩くスピードが速い。
- スマートフォンの操作が苦手である。
- 外見に合わせて、トーク中でも素っ気ないクールな人柄を演じることがあるが、事あるごとに優しいエピソードを掘り下げられている。
- 占いに影響されてしまうので、信じないようにしている。
- 龍が憑いている男である。

コロナ禍での自粛中に、誰にも会わないよう夜通し散歩をしていたことがきっかけで、ラジオが趣味となった。最大で週当たり約30時間ほど聴いていた。あまりにラジオに費やす時間が長かったため、コロナ禍に於いて世間の流れに逆らうようにHuluを解約した。芸人やアイドルの番組を中心に聴いている。実際には俳優業で多忙なため、リアルタイムよりもradikoで聴くことが多い。YouTube Live「ヨーロッパ企画の生配信」にて、ラジオ愛をとても熱く語ったため、自身がパーソナリティを務める「俺のラジオ」という番組を持つことになった(後述)。

### エピソード

#### 誕生
- 名古屋の庄内川と新川の交わる三角で生まれた。
- 曽祖父は漁業を営んでいた。

#### 高校時代
- 友人ら10人程度で4日間かけて200km歩いたことがある。
- クリスマス・イヴに交際相手に「戦場のメリークリスマス」を弾いて聴かせるためだけに、3か月間ピアノを習ったことがある。
- 生徒会長を務めた。
- 卒業旅行で網走に行き、刑務所や流氷乗りを体験した。

#### ヨーロッパ企画
- ヨーロッパ企画にオーディション等から希望して加入したわけではなく、客演から自然な流れで加入した。そのため、藤谷理子がヨーロッパ企画に加入した後でも客演いじりを受けている。
- 酒井にはナポリタン、西村には松屋、スタッフの小林にはくら寿司をそれぞれ初めてごちそうした。しばらくいいものを食べていなかった元スタッフの西垣にはやよい軒をごちそうした。
- 第9回公演『12人の追い抜けないアキレス』では当時交際していた女優を東京から呼び寄せ、同棲・共演した。
- 鬼3(接しにくい先輩)の1人である。残る2人は諏訪、本多。
- ドロドロ血三羽烏の1人である。残る2人はスタッフの山口淳太、鍋島雅郎。
- THE ROB CARLTON満腹満のごっそさんに劇団メンバー内で唯一反応を示している。
- 映画『ドロステのはてで僕ら』の舞台挨拶に撮影で使用した自前のドスを持参し準備していたが、タイミングを逸してしまい披露できずに終わった。
- スタッフの松宇拓季が餃子好きであることを頑なに信じない。
- 2021年10月23日に行われた「ヨーロッパ企画の暗い旅オンライン11年祭」には自宅からリモート参加。イエゴラスイッチのリベンジ企画である「ハルゴラスイッチ・リベンジ・リベンジ」「ハルゴラスイッチ・リベンジ・リベンジ・リベンジ」の2コーナーを実施。九十九龍城をイメージし、「重力に媚びた」縁起物のコースを作成、河村たかし名古屋市長の写真やSanta Feを織り込むなど工夫を凝らした結果、製作陣の予想に反して1回目の「リベンジ・リベンジ」で成功してしまった。「リベンジ・リベンジ・リベンジ」ではヒーローインタビューとともに上田誠のリクエストに応じ、ウイニングランとして同コースに再挑戦し、失敗して見せた。
- 稽古場では狭い場所に集まるのを潔しとせず、一人離れた場所でパーソナルスペースを確保し、菓子パンを食べることを恒例としている。
- 視力が悪く普段は眼鏡をつけている。コンタクトレンズをつけるのが怖いため、舞台上では裸眼であり、客席は見えていない。
- 自身の太ももを青あざができるほど力強く殴ることをマッサージと称しており、周囲から心配されている。
- 後輩である藤谷からは「話しやすいが話すことがない」と思われている。
- 八十二銀行の動画撮影時に共演した幻灯劇場の藤井颯太郎と、演劇について語り合う中で、ヨーロッパ企画の先輩劇団としての見られ方や、劇団の役者としての在り方を再確認することとなった。
- マリオカートが嫌いで、第41回公演「あんなに優しかったゴーレム」の出演者間で流行った際には、楽屋の舞台裏映像としても公開できないほどガチギレしてしまった。
- 恥ずかしがり屋で、稽古場などで女性と同席になると話のパス回しができなくなる。
- 舞台『たぶんこれ銀河鉄道の夜』でグッズとして販売されたアクリル栞が、東京公演終了時に全出演者の中で、唯一売り切れとなる人気であった。[6]
- 舞台『たぶんこれ銀河鉄道の夜』で共演した久保田紗友とはあまりしゃべったことがない

カーテンコール止める事件
ヨーロッパ企画第40回公演「九十九龍城」の栗東プレビュー公演で、石田に代わりカーテンコールでの挨拶を任されたが、鳴りやまない拍手に対し話し始めるタイミングがわからず、両手を突き出して遮ったという濡れ衣事件。「中川ストップ」と呼ばれ、本人公認である。。
その後のダブルコールでは余韻を残さない演劇史上最速並みの速さで舞台上から立ち去った。上田誠曰く、「マリオカートのロケットスタート」、「上岡龍太郎の激怒」、「グリーンウェルの帰国」のようであった。
12月25日夜の回では期待する観客の拍手に押され、隣に立つ金丸慎太郎にも促される形で中川ストップを繰り出した。

#### 食
- 母親が信州出身である影響で果物、特にリンゴが大好物である。実家に住んでいたころは、母親が季節の果物を切ってくれることが習慣であった。母親の実家からは毎年リンゴが送られてきており、幼少のころよりリンゴ狩りにも参加している。実家を離れた今もバナナやキウイなどを毎日のように食べている。食感を含めての果物が好きであるため、ジュースやスムージーでは満足できないこだわりを持っている。一方、恥ずかしがり屋なため、劇団メンバーの前で果物を食べることは少なく、菓子パンやカフェオレなど茶色いものばかりを飲食しているイメージを持たれている。パンの中でもヤマザキの薄皮つぶあんぱんを特に好み、稽古休憩時間に食べている。収入の少ないころはサッポロ飲料のがぶ飲みミルクコーヒーをよく飲んでした。その他、チョコレートや矢場とんの味噌カツ[9]も好きである。味噌汁を作るのが得意な一方、焼きそばを作るのは下手である。
- 京都在住の頃、西友の地下で牛乳とご飯だけを買っていたことがある[10]。
- 名古屋めしを愛しており、徒なアレンジを許さない。
- 定食は大盛りを好むなど大食いの部類であるが、太りにくい体質であるため、ダイエットに励むことがなくとも細身の体型を維持している。
- 割れが入った汁椀を大学入学時から20年以上愛用している。
- カフェラテが好きだが、見た目だけではミルクティーとツユソイラテとの違いを見分けられない。
- 口いっぱいに頬張って食べる癖があり、「九十九龍城」の大千穐楽前日にから揚げで歯を痛めてしまった。
- 納豆が嫌いで、その香りに敏感であるため納豆警察と呼ばれる。

#### 私生活
- 好きな芸人はオードリー、バナナマン、オズワルド。
- 好きなグラビアアイドルは青山ひかる。
- 元乃木坂46の山崎怜奈、BiSHセントチヒロ・チッチ推し。西野七瀬に告白され断る夢をみたことがあり、久保史緒里と共演した際、面前でその夢の話を藤谷理子からばらされ、笑われたことがある。
- プロ雀士のテストを受けたことがある。
- マイクをアゴに当てて使う癖がある。
- twitterに投稿した写真が話題になったことがある[11]。新宿の交差点で、一輪車に乗り、猫を肩に乗せ、肌寒くなる秋に猫に引っかかれた敗れた半袖のTシャツを着用し、青信号になるとともに勢いよく飛び出していく写真であった。キャプションは「5度見した。」。その後、にんにくが虹を眺めている写真[12]で西村直子にいいね数で大きく差をつけられた。
- 定期的に自身のWikipediaページをチェックし、「俺のラジオ」やtwitter上で突っ込みや編集依頼を行っている[13]。Wikipediaの編集を敵視している[14]。
- クッキーモンスター風のカーディガンを気に入っている。
- PayPayのお得情報に詳しく、PayPay=中川晴樹というイメージを持つファンもいる。
- CokeOnアプリでスタンプを貯めるため、5,000歩のウォーキングを日課としている。
- ヨーロッパ企画スタッフの中田歩、小林哲也に勧められてピッコマ、ゼロコミ、マガポケ、ヤンジャン！、マンガBANG！といった漫画アプリを読むことが日々のノルマに加わった。
- 男肉 du SoleilのTシャツを気に入っており、ボロボロになるまで着続けた後も、寝間着として愛用している。
- 人目を気にしてヨガができずにいる。
- メルカリでナース服や『四畳半タイムマシンブルース』を売ったことがある。
- 以前住んでいたマンションで、空室のはずの部屋の住人に怒られたり、いないはずの子供の笑い声を聞くなどの心霊体験をしたことがある。ただし、恐怖を感じることはなく、そのまま約5年間住み続けた。

### 映画監督として
主に俳優として活動しているが、映画監督としての実績も持つ。初監督作品『恋する極道』は、那須フィルム・コミッションが開催する第10回那須国際短編映画祭「那須ショートフィルムフェスティバル2015」にて、那須アワード2015グランプリを獲得した。

### モデル
ステージナタリー「ケイコレ〜稽古着ファッションをお届け〜 Vol.65」にてモデルデビュー。動きやすさにこだわったジャージー姿を披露した。

### 俺のラジオ
前述の趣味から始まったラジオ番組。月に1度、YouTube Live「ヨーロッパ企画の生配信」内にて放送される。
検索でヒットしにくいため、「俺のラジオ」というタイトルを気に入っていない。
リスナーとしての立場から、ラジオのよさとは芸能人のテレビには映らない普段の生活を聴けることだと考えているため、当番組内でも同様にファンに対して、自身の私生活を公開している。目標とするパーソナリティは神田伯山。リスナーの愛称は「ナカガール」、「ハルキッズ」。ジングルには本人の過去の発言をいじる形で編集したものが使用されている。
本公演の再開にあたり「ヨーロッパ企画の生配信」が中止されたとしても、「俺のラジオ」だけは続けようと考えている。
宣材として「#俳優中川晴樹」と銘の入ったライターや携帯灰皿などのノベルティを作りたいと考えている。
イベント等で「俺のラジオ聴いてます」と言われるととても喜ぶ。
2022年10月、ヨーロッパ企画のブロードウェイラジオ!、週刊！ヨーロッパ2が終了したため、こちらヨーロッパ企画福岡支部（LOVE FM）と並ぶ、ヨーロッパ企画のラジオ2本柱となっている。
2023年7月に行われるヨーロッパ企画の25周年イベント「ヨーロッパ企画25周年カフェ」の1つとして24時間ラジオが開催される予定である。
2023年4月10日惜しまれながら最終回を迎えた。メンバーの石田、諏訪、藤谷、親友の団長、聞き手最多出演の伊藤がリスナーとして参加するなど大盛況で幕を下ろした。
| No.  | 放送日         | タイトル                                             | 上田誠による紹介文 | 笑い屋                   |
| ---- | -------------- | ---------------------------------------------------- | --- | ------------------------ |
| (#1) | 2020年11月24日 | (なし)                                               | 先月の生配信でラジオ愛を語った中川が、その勢いでラジオを立ち上げた。すべて俺流でいく俺のラジオ。 | 小林哲也                 |
| #2   | 2020年12月10日 | (なし)                                               | 先月から始まった、中川さんがまあまあ本気になってるラジオ。「俺ラジ」と呼ばれ、井戸端界隈で話題沸騰中！ | 伊藤紘介                 |
| なし | 2020年12月31日 | 〜メンバーの鬼エピソード・仏エピソード2020〜         | (なし) | (なし)                   |
| #3   | 2021年1月5日   | (なし)                                               | なにかが起こりそうな雰囲気がすごいある中川晴樹のラジオ。主張の強いジングルと中川の世界をどうぞ。 | 高坂桐乃(フィギア)       |
| #4   | 2021年2月11日  | ここでしか聞けない中川のひとり喋り                   | 中川晴樹による生配信ひとりラジオ。前回、終わるなりすごい反省会をした中川。その成果やいかに？ 個性的なジングルと中川の世界をぜひ。 | 伊藤紘介                 |
| #5   | 2021年3月9日   | しゃべりで夜を裏返すよ。                             | 中川晴樹による生配信ひとりラジオ。ラジオに首ったけの中川が、主張の強いジングルとともにおくる、俺しゃべりの1時間。 | 伊藤紘介、酒井善史       |
| #6   | 2021年4月6日   | 俺の中の龍がしゃべるんだ。                           | 中川晴樹による生配信ひとりラジオ。ほんとは毎週ラジオをやりたい中川が、その思いを月1度の生配信にぶつける30分。 | 岡村ホマジロウ、酒井善史 |
| #7   | 2021年5月4日   | しゃべりで月を盗むよ。                               | 中川晴樹による生配信ひとりラジオ。ラジオしか聴いてない中川が、月に一度、己のしゃべりと向きあう30分間。画面に侍が一匹います。 | 角田貴志                 |
| #8   | 2021年6月3日   | しゃべりでビルを建てたんだ。                         | 中川晴樹による生配信ひとりラジオ。体の半分がラジオでできている中川が、全霊でしゃべる30分間。 | 小林哲也                 |
| #9   | 2021年6月24日  | 俺はおしゃべりじゃねえ、しゃべりそのものだ。         | 中川晴樹による生配信ひとりラジオ。全身ラジオ男の中川が、とうとう月に2枠を渡された！埋め草か、伝説の始まりか？ | 竹岡あかり               |
| #10  | 2021年7月12日  | 44歳になりました。                                   | 人生設計をラジオ中心にしている中川が、心臓にマイクをぶっさして心音を聞かせる30分。生配信後、最低2回は聞き返すそう。勤勉！ | 伊藤紘介                 |
| #11  | 2021年8月24日  | メンバーに対してどう思っているか。                   | 生まれ変わったらラジオになりたい中川晴樹が、月に一度、たったひとりで吠え続ける30分。言いたいことはひとつ、「お前ら愛してるよ」ってことなんだけど。 | 伊藤紘介                 |
| #12  | 2021年9月21日  | 俺がラジオでラジオが俺で。                           | ラジオを抱いて寝ている中川晴樹が、月に一度、魂を賭してしゃべる30分。病院などの話題が多めですが、気持ちと食生活はいつだってティーン。 | 伊藤紘介                 |
| #13  | 2021年10月25日 | マフィアをしゃべりで壊滅させたんだ。                 | ラジオを聴きすぎてラジオにだんだん似てきた中川晴樹による、ひとりで30分ぶっちゃべるラジオ。早いもので1周年。このごろはトピック3本だて！ | 伊藤紘介                 |
| #14  | 2021年11月15日 | 俺がしゃべって昼と夜ができたんだ。                   | 前回、ハルゴラスイッチの愚痴ばかりで荒ぶってしまった中川が、心を入れ替えてしゃべります。過剰なジングルも聴きどころ。 | 鍋島雅郎                 |
| #15  | 2021年12月23日 | 君には聞こえない速さでしゃべっている。               | ラジオを聴きすぎてラジオともうほとんど見分けがつかない中川晴樹が、ひとりで30分間しゃべる生ラジオ。「九十九龍城」京都公演初日の夜なんで、そういう話になるんじゃないでしょうか。全然違う、病院の話だったらすいません。                                             | 中田歩、小林哲也         |
| #16  | 2022年1月10日  | しゃべりにも虹がかかる。                             | 中川晴樹のひとりラジオ。前回（京都公演中）に続き、今回も東京公演中、2ステを終えた中川さんが劇場とびだしでしゃべります。ホットな中川さんをコメントで応援しよう。                                                                                                  | 伊藤紘介                 |
| #17  | 2022年2月10日  | しゃべりタランティーノ。                             | 中川晴樹のひとりラジオ。「九十九龍城」高知公演の仕込みが終わった夜、中川さんはひとり、ホテルから世界に吼えるのです。耳をすませば聞こえるかもしれませんが、YouTubeからだとよりよく聞こえます。                                                                    | 藤谷理子                 |
| #18  | 2022年3月7日   | 俺にはRADIOしかないんですよ。                        | ラジオとぶつかって中身がラジオになったのかなと思うほどラジオのことばかり考えている中川晴樹によるひとりラジオ。メンバーが中川さんとなにかあるたび、「俺ラジで喋られるんじゃないか」と恐れおののいています。クセしかないジングルや、聞き手の人選も楽しみしろです。 | 伊藤紘介                 |
| #19  | 2022年7月11日  | 4ヶ月、中川に何があったのか                          | リニューアルに伴い、なんとなく終了っぽくされた「俺のラジオ」が、４ヶ月の沈黙を破り帰ってきた！ 中川晴樹のしゃべりが再び野に放たれる。この４ヶ月、中川に何があったのか。修行？ 事故？ 記憶喪失？                                                                  | 伊藤紘介                 |
| #20  | 2022年8月8日   | 喉がちぎれてもしゃべりぬくよ。                       | 中川晴樹がひとりでしゃべる生ラジオ。前回、4か月の沈黙を破り帰ってきた中川が、今月もサイレンも高らかに登板。光る汗、熱気、スタンドの歓声。あいつの思い。「俺、喉がちぎれてもしゃべりぬくよ」。                                                                    | 中田歩、小林哲也         |
| #21  | 2022年10月31日 | 旅先からきみに、俺のラジオ。                         | 中川晴樹がひとりでしゃべる生ラジオ。ゴーレムツアーのさなか、気が付くと、秋。見知らぬ土地の風は肌寒く、喉はかれ、旅の終わりは見えない。「そんなの、俺はいつだってそうだったじゃないか」。旅先からきみに、俺のラジオ。                                             | 金丸慎太郎               |
| #22  | 2022年12月19日 | 杉沢村からきみに、俺のラジオ。                       | 中川晴樹がひとりでしゃべる孤独のラジオ。映画「たぶん杉沢村」がこの日・12月19日に公開。監督は山口淳太、原作・脚本は大歳倫弘。中川もこれに出演しており、そのときの体験談をラジオにぶつけます。寒風吹きすさぶ杉沢村からきみに、俺のラジオ。                         | 伊藤紘介                 |
| #23  | 2023年1月26日  | 沢の蛍もたまかとぞ見る、貴船川から、俺のラジオ。     | 中川晴樹がひとりでしゃべる孤独のラジオ。そのときどきの現場から声を届けるさすらいの生配信。今回は、ヨーロッパ企画による映画第２弾「リバー（仮）」の撮影ちゅう、滞在している京都からお送りします。沢の蛍もたまかとぞ見る、貴船川から、俺のラジオ。                 | 団長                     |
| #24  | 2023年2月27日  | 銀河の岸から地上の君へ、俺のラジオ。                 | 中川晴樹がひとりでしゃべる孤独のラジオ。「たぶんこれ銀河鉄道の夜」の稽古中につき、稽古場エピソードをしゃべれる範囲でしゃべります。歌うかもしれません。音楽劇だから。銀河の岸から地上の君へ、俺のラジオ。                                                         | 加藤啓                   |
| #25  | 2023年3月30日  | サザンシアターのサウザンクロスから君に、俺のラジオ。 | 中川晴樹がひとりでしゃべる、ジョバンニぐらい孤独なラジオ。「たぶんこれ銀河鉄道の夜」本番中につき、たぶんこれそのことをしゃべります。サザンシアターのサウザンクロスから君に、俺のラジオ。                                                                         | 伊藤紘介                 |
| #26  | 2023年4月10日  | ハルキッズやナカガールたち、泣くんじゃない。         | 2年ちょっと続けてきた、中川晴樹による孤独のラジオがついに最終回。中川は嘆き、悩み、そして気づいた。俺自身がラジオなのだと。 ハルキッズやナカガールたち、泣くんじゃない。君たちがやりきれない夜、俺はラジオ。                                                     | なし                     |

### 中川さんこっち向いて
YouTube Live「ヨーロッパ企画の生配信」内にて皆のオモチャになる企画。生配信に乗り気でない中川を、他の参加者が持ち寄ったアイデアで振り向かせようと試みた。永野、中田の写真・イラストボケには目を向けなかった一方で、酒井発案の「好きなアイドルに囲まれたクラスでの妄想席替え」、角田発案の「セクシーな絵描き歌」といった男心をくすぐるアイデアには興味を示した。

## 出演

### 舞台
- チコちゃんに叱られる! on STAGE〜そのとき歴史はチコっと動いた！〜 （2022年3月） - 織田信長 役
- たぶんこれ銀河鉄道の夜 （2023年） - マエバラ 役
- かげきしょうじょ!! 第2章（2024年12月） - 渡辺健 役[17]
- しばしとてこそ（2025年2月 - 3月）[18]

### 映画（出演）
- サマータイムマシン・ブルース（2005年・監督：本広克行）
- 曲がれ!スプーン（2009年・監督：本広克行）
- ショートムービー・空色物語「アリと恋文」（2011年、監督：三木孝浩）
- 治療休暇（2012年、監督：梅澤和寛）
- 鍵泥棒のメソッド（2012年、監督：内田けんじ） - 合コンの男 役
- 自分の事ばかりで情けなくなるよ（2013年、監督：松居大悟）
- バクマン。（2015年、監督：大根仁）
- 味園ユニバース（2015年、監督：山下敦弘） - 警察署員 役
- テロルンとルンルン（2018年、監督：宮川博至）
- パンク侍、斬られて候（2018年、監督：石井岳龍）
- 劇場版 おっさんずラブ 〜LOVE or DEAD〜（2019年、監督：瑠東東一郎）
- ドロステのはてで僕ら（2020年、監督：山口淳太） - ナリタ 役[19]
- POP!（2021年、監督：小村昌士） - すぐるん 役
- 犬王（2022年、監督：湯浅政明）
- チコちゃんに叱られる! on STAGE ～そのとき歴史はチコっと動いた!～（2022年） - 織田信長 役
- アキラとあきら（2022年、監督：三木孝浩）
- たぶん杉沢村（2022年、監督：山口淳太）  - 川村邦彦 役
- 飛べない風船（2022年、監督：宮川博至）
- 生きててごめんなさい（2023年、監督：山口健人）
- リバー、流れないでよ（2023年、監督：山口淳太） - スギヤマ 役[20]
- 1秒先の彼 (2023年、監督：山下敦弘）
- カラオケ行こ! (2024年、監督：山下敦弘）

### テレビドラマ（出演）
- 情熱最前線〜ドキュメンタリーのみかた〜（2006年、朝日放送）
- スワンの馬鹿! 〜こづかい3万円の恋〜（2007年、関西テレビ）
- ロス:タイム:ライフ 第8節・特別版（2008年、フジテレビ）
- 救命病棟24時（2009年、フジテレビ）
- 犬の消えた日（2011年、日本テレビ）
- 警視庁捜査一課9係 season7 第7話（2012年、テレビ朝日） - 手島智己 役
- 必殺仕事人2012（2012年、テレビ朝日/朝日放送）
- 呪報2405 ワタシが死ぬ理由 第3-4話（2012年、関西テレビ） - 米村 役
- 天才刑事・野呂盆六Ⅷ（2013年、テレビ朝日/朝日放送） - 撮影隊スタッフ 役
- ことばドリル（2014年、NHK Eテレ） - 「忍者コント」ナカガワにんじゃ 役、「ニュースコント」ディレクター 役
- 補欠ヒーローMEGA3（2014年、NHK Eテレ） - ダグラス 役（声の出演）
- 雨天中止ナイン（2014年、テレビ東京） - 商店街組合長ナカガワ 役
- 出入禁止の女〜事件記者クロガネ〜 第4話（2015年、テレビ朝日） - 佐古田翔 役
- その男、意識高い系。（2015年、NHK BSプレミアム）
- 戦う!書店ガール 第9話（2015年、フジテレビ/関西テレビ）
- ドラマUR「引っ越し先は団地になりまして」（2015年、J:COMウエスト）
- ホクサイと飯さえあれば 第4話・第6話（2016年、MBS / TBS）
- 遺留捜査 第4話（2017年、テレビ朝日） - 啓介の知人 役
- 下北沢ダイハード 第7話（2017年、テレビ東京）
- チャンネルはそのまま! 最終話（2018年、北海道テレビ） - 葉山 役
- スローな武士にしてくれ〜京都 撮影所ラプソディー〜（2019年、NHK BSプレミアム） - 堀部利一 役
- 特捜9（2019年、テレビ朝日） - 赤木高志 役
- 第1話 Season1（2019年、朝日放送） - 中川晴樹 役
  - #12 刑事ドラマ「刑事たち」 - ヤクザ刑事 役
- 大江戸スチームパンク（2020年1月19日 - 3月22日、テレビ大阪） - 賢 役[21]
- 100文字アイデアをドラマにした! 第9話（2020年3月16日、テレビ東京）
- 浦安鉄筋家族（2020年4月10日 - 、テレビ東京） - 宇野 役
- BG～身辺警護人～ 第1話（2020年6月18日、テレビ朝日）
- 第1話season2（2020年、朝日放送） - 中川晴樹 役
  - #8 旅館若女将奮闘モノ「ミス女将」 - 従業員・田島 役
  - #11 SFホラードラマ「スペースエイリアン」 - コマンド 役
- 閻魔堂沙羅の推理奇譚 第5回（2020年11月28日、NHK総合） - 野間口 役
- 極主夫道 第9話（2020年12月6日、読売テレビ）
- 全っっっっっ然知らない街を歩いてみたものの 第4話（2021年3月31日、フジテレビ）
- カンパニー〜逆転のスワン〜（2021年1月10日 - 2月28日、NHK BSプレミアム） - ピアニスト 役
- 桜の塔 第7話（2021年5月27日、テレビ朝日） - 深海慎吾 役
- 探偵☆星鴨（2021年、日本テレビ）
- プロミス・シンデレラ（2021年、TBS）
- あいつが上手で下手が僕で（2021年、日本テレビ）
- 前科者 －新米保護司・阿川佳代－（2021年11月20日 - 、WOWOW） - ヒデロー 役
- リフォーマーズの杖（2021年11月15日 - 、NHK Eテレ）
- 極主夫道 爆笑!カチコミSP（2022年5月27日、読売テレビ・日本テレビ）
- AKB48の歌（2022年6月4日、ひかりTV）
- 探偵が早すぎる～春のトリック返し祭り～（2022年6月16日、読売テレビ・日本テレビ）
- 魔法のリノベ（2022年8月29日、関西テレビ・フジテレビ）
- お願い!ランキング presents そだてれび 「僕らのウォーキングデッド」(2022年10月10日、テレビ朝日)   - もちさん 役
- 何かおかしい 2 第1話（2023年[注 1]、テレビ東京） - 田中シュー 役
- 内田康夫サスペンス 浅見光彦 源氏物語殺人事件（2022年12月12日、テレビ東京）[22]
- ブギウギ 第10話・第16話（2023年10月13日・23日、NHK総合） - 白川幸子の父 役
- ビリオン×スクール 第2話（2024年7月12日、フジテレビ） - 梅野誠 役[23]
- バントマン 最終話（2024年12月21日、東海テレビ・フジテレビ系） - 記者 役

### ウェブテレビ
- ランウェイがはじまる（2021年8月8日 - 12日、ABEMA）[24] - 星影万三 役
- ギルガメッシュFIGHT（2022年12月25日-、Paravi） - 飯尾 役
- 今際の国のアリス シーズン2（2022年12月22日-、Netflix）
- 中川晴樹コレクション（2023年、Locipo、東海テレビ）
  - ヨーロッパ企画の暗い旅（KBS京都）からの中川晴樹主役回の特集
- 職場ギャンブラー（2025年4月30日配信予定、UniReel） - 田原雄三 役[25]

### WEB
- マルガメ エマージェンシーコール - YouTube　(2016年)
- Hondaの安全への想い (2020年)
- おとどけもの - YouTube (2020年、中国電力)
- 広島マツダWebムービー「引継ぎ」編 - YouTube (2020年、広島マツダ) - デミオ 役
- 【PR】田中福男のラジハⅡ講座放課後！金麦と○○が美味すぎる！！ - YouTube (2021年、フジテレビ)
- 八十二銀行 (2021年) - 僧侶 役
  - 「勇者たち遺言信託」篇 - YouTube
  - 「勇者たちライフサポート」篇 - YouTube
  - 「勇者たち判断能力の低下」篇 - YouTube
  - 「勇者たち遺産整理」篇 - YouTube
- ジャルジャルアイランド （2022年、ジャルジャル）
  - 「ちゃう悪魔呼んでもた奴」 - YouTube
  - 「逆―!!!（ガードレールに花束編）」 - YouTube

### CM/広告
- ANDPAD
  - 「ANDPADでテレワーク篇」
  - 「ANDPADで繋がる篇」
  - 「言った言わない問題篇」
  - 「ペーパーレス篇」
  - 「カンタン受発注篇」
- プリントネット
  - 軍資金100万円キャンペーン「秀吉の苦悩と天下統一篇」(2021年)
- 日産自動車 - ラジオCM
  - 「危険運転」篇
  - 「誕生日」篇
  - 「手術」篇
- ヒガシマル醤油 - ラジオCM

### PV
- Ken Yokoyama 「4Wheels 9Lives」(2021年)
  - Ken Yokoyama -4Wheels 9Lives(OFFICIAL VIDEO) - YouTube

### ラジオ
- 東京03の好きにさせるかッ! （2022年9月8日、NHKラジオ第1）
- ヨーロッパ企画の数撃っていこう2023 （2023年1月3日、ニッポン放送）

### 他
- 父親になったのはいつ？/When did you become a father?（2022年、監督：私道かぴ）
- 三浜リーディング「命を弄ぶ男二人」

## 作品

### 映画（作品）
- 恋する極道（2015年） - 脚本・監督
- オトコノクニ（2016年） - 脚本・監督・編集

### テレビドラマ（作品）
- 第1話 season1 #5「極道なりたガール!」（2019年、朝日放送） - 脚本・監督
- 第1話 season2 #4「オオサカ・モンキー 難波拳」（2020年、朝日放送） - 脚本・監督

### ラジオドラマ（作品）
- 「名古屋道」（ヨーロッパ企画のブロードウェイラジオ!内）(KBS京都ラジオほか)  - 脚本・監督・出演

### ラジオ（作品）
- 「ヒロシエリと藤谷理子の出番を待つふたり」(Radiotalk)  - 構成作家